# Margarete Matzenauer
Margarete Matzenauer (Temesvár, Hongria, 1 de juny de 1881 - Califòrnia, Estats Units, 19 de maig de 1963) fou una soprano-contralt hongaresa.
Estudià cant a Graz, Berlín i Múnic. Debutà el 1901 en el Stadtheater, d'Estrasburg, passà després al Teatre de l'Òpera de Múnic, on actuà amb èxit i extraordinaris aplaudiments durant set temporades seguides.
Dotada d'una bonica veu de mezzosoprano, l'excepcional extensió de la qual li permetia abordar amb facilitat la tessitura de soprano, el seu repertori comprenia pràcticament totes les produccions del teatre líric modern. Va actuar amb freqüència en els teatres de Bayreuth i Múnic.
El 1911 partí cap als Estats Units i, interpretant el paper d'Amneris (Aïda), entrà a formar part del quadre artístic del Metropolitan Opera House, d'on esdevingué una de les estrelles más celebrades fins al 1930. Des de llavors fixà la seva residència en aquest país, on morí. Entre les seves alumnes de cant tingué Blanche Thebom (1915-2010).